# O du, Guds Lamm, dig vare evigt tack
O du, Guds Lamm, dig vare evigt tack är en psalm av Sven Johan Wirsén 1875 och Otto Alfred Ottander 1877. Melodi till psalmen är en svensk folkmelodi.

## Publicerad i
- Lova Herren 1988 som nummer 55 under rubriken "Frälsningen i Kristus"
- Lova Herren 2020 som nummer 41 under rubriken "Guds Son, Jesus vår Frälsare".